# ليبرالية علمانية
الليبرالية العلمانية هو الاعتقاد بفصل الثقافة والسياسة عن الدين. فهي قسم متفرع من الليبرالية والعلمانية, وهي تدعم فصل الدين والدولة وبشكل خاص فصل أفكار الكنيسة المسيحية. فالمُثل المسيحية تقع دائمًا على الطرف المعاكس لليبرالية العلمانية. وترتبط الليبرالية العلمانية عادةً بـ المساواة الاجتماعية والحرية.

## المعتقدات
يؤمن أنصار الليبرالية العلمانية بـ انفصال الدولة عن الكنيسة المسيحية. وتعتمد الليبرالية العلمانية أيضًا على عقيدة أن التقاليد والأفكار الدينية ليست لها سلطة مُلزمة على المجتمع. ويدعو بعض أنصارها مثل، دوكينز، إلى إلغاء الدين من التعليم أو حتى إعلان أن تدريس الدين أمر غير قانوني أو بمثابة إساءة للأطفال. ومن المعتقدات المركزية لهذه العقيدة الفصل بين الكنيسة والدولة ومن بين أتباع الليبرالية العلمانية ريتشارد دوكينز وكريستوفر هيتشنز وسام هاريس.
تُمارس الأساليب التي تُعتبر متعصبة في الدولة التي تطبق الليبرالية العلمانية. فقد فشلت الإجراءات القانونية في الماضي لأنه لم تبذل أية جهود لفهم القيم الجيدة التي استفاد منها المجتمع في الماضي. ويطلق على هذا الافتقار إلى إجراءات تقديم الأسباب اسم المشاعية ويستخدم لانتقال الدولة الليبرالية باعتبارها منظمة قهرية. وتدافع المشاعية بصورة أساسية عن مفهوم الديمقراطية داخل المجتمعية (باتساع المجتمع).
في المجتمع الديمقراطي الحديث، تتشارك العديد من العقائد المتصارعة حالة شاقة من الوجود المشترك في إطار الحضارة.

## الاستخدامات الحديثة

### فرنسا
يُرجع البعض مشروع الحظر الفرنسي لغطاء الوجه كونه نتيجة لليبرالية العلمانية. فالحظر الذي أقره مجلس الشيوخ الفرنسي في 14 من ديسمبر من عام 2010 حرم غطاء الوجه بما في ذلك أغطية الوجه الدينية مثل البرقع. ويرى بعض المسلمين الفرنسيين أن الليبرالية العلمانية هي عقيدة تمارس الإجحاف بحق مجموعة من الأقلية وتستخدمه لكسب التصويت. ووفقًا لجماعة حزب التحرير الواقعة خارج المملكة المتحدة، يتم إقصاء المرأة من المجتمع وتصبح شخصًا منبوذًا في المجتمع عندما تحاول أن تكون عفيفة. ووجهت تلك الجماعة النقد أيضًا لدول أوروبية أخرى وضعت قيودًا مشابهة على الزي الديني.

## النقد
ويشن الفاتيكان وبطريرك موسكو حربًا مشتركة ضد الليبرالية العلمانية، مدعين أن تلك الفكرة تنتهك المفاهيم المسيحية التقليدية المتعلقة بقيم الأسرة والإنسان فهي تعرض البشر لتجارب طبية وبيولوجية لا تتوافق مع أفكار المسيحية بشأن الكرامة الإنسانية. ولقد أعرب كبير أساقفة الكنيسة الروسية الأرثوذكسية عن مخاوفه إزاء الاتجاهات المفرطة في بعض المجتمعات البروستانتينية نحو تحرر الأفكار اللاهوتية والمسيحية; ويرى كبير الأساقفة أن تلك الاتجاهات ناتجة عن الليبرالية العلمانية.
ويقول المعارضون إن الليبرالية العلمانية تعمل باستمرار أيضًا على الفهم الخاطئ بأن كل شخص آخر يحمل بداخله شخصًا ليبراليًا علمانيًا. وكل شيء ينكر المساواة في الحرية ينبغي إدانته باعتباره قهريًا ومهمشًا، بل وحتى مجرمًا قانونًا.
إن التعديل الأول على دستور الولايات المتحدة, الذي قدم حرية التعبير, وجهت إليه انتقادات عام 2004 في دراسة سياسية قام بها دافيد فيرجوسون تحت عنوان الكنسية والدولة والمجتمع المدني.